# Шифри на ВМОРО и ВМРО
Шифрите на ВМОРО и ВМРО са секретен начин на комуникация чрез азбуки, използван от революционните дейци в годините на съществуването на двете организации между 1893 и 1934 година.

## История
Първита подобна шифрована азбука, по спомени на Гьорче Петров, се нарича „Стамболска“, понеже съдържанието ѝ започвало с фразата „Стамболов и пр...“. По-късно те биват усложнени и се разкодират чрез специални ключови фрази, около 20 на брой, записвани на отделни страници и по пореден номер в специален архитектурен албум, разпространяван легално в пределите на Османската империя и Кралство Гърция. Подобен вид шифър е използван и от гръцките андартски чети.
В тези шифровани писма често дейците на Организацията използват псевдоними, а районните комитети на ВМОРО между 1898 и 1902 година са скрити зад имена като Света Гора (Солун), Висока (София), Йерусалим (Битоля), Рим (Атина), Корсика (Костур), Горица (Лерин), Краков (Крушево), Чирпан (Прилеп), Женева и Белград (Охрид), Цюрих (Струга), Плоещ (Кичево) и други.
Голяма част от спомените на дейци на ВМОРО, като например дневника на Васил Чекаларов, са шифрирани от автора и по-късно дешифрирани от Лазар Киселинчев и Спиро Василев и подготвени за публикуване.
Изследователят Борис Николов публикува близо 90 такива кодове и ключове за тях. Голяма вероятност има такива шифри да са запазени в семейни архиви и да не са публикувани.
- Шифровано писмо на Павел Христов от 14 юни 1904 г.
- Шифър, използван от Павел Христов, Пандо Кляшев, Васил Чекаларов и Анета Олчева
- Шифри, събрани от Лазар Киселинчев и публикувани в „Илюстрация Илинден“